# حافلة السفر
حافلة السَّفر أو حافلة النقل الخارجي أو حافلة النقل المدني أو حافلة المسافات البعيدة (بالإنجليزية: Coach)‏ (بالفرنسية: autocar)‏ هي حافلة يمكنها أن تستوعب العديد من المسافرين لمسافات متوسطة وطويلة، وغالبًا ما يتم استخدامها للرحلات السياحية بين المدن وخارجها، كما يتم استخدامها باستئجار خاص لأغراض مختلفة. ويتميز هذا النوع من الحافلات عادةً بمقاعد مواجهة للأمام، وغالباً لا تكون مهيأة لوقوف الركاب داخلها، كما يُمكن أن تتوفر بداخلها أجهزة تلفزيون ومساحة أمتعة علوية أو سفلية. وهي تختلف عن حافلات النقل الداخلي التي يتم استخدامها داخل منطقة حضرية واحدة.